# Národní park Skuleskogen
Národní park Skuleskogen (švédsky Skuleskogens nationalpark) je národní park ležící v kraji Västernorrland na pobřeží Baltského moře v severním Švédsku. Zaujímá plochu 30,62 km2 a tvoří východní část lesa Skule.
Park se vyznačuje velmi nerovným povrchem s mnoha skalnatými vrcholy, z nichž nejvyšší je Slåttdalsberget s nadmořskou výškou 280 m, stoupající přímo od moře. Topografie je také poznamenána přítomností hlubokých rozsedlin a jeskyní. Podobnou topografii terénu lze nalézt na celém Höga kusten (Vysokém pobřeží), regionu Švédska, který získal takové jméno, protože představuje nejvyšší část pobřeží Baltského moře. Tento region je v dnešní době známý především jako oblíbené místo pro pozorování postglaciálního vzestupu. Většina oblasti byla před méně než 10 000 lety pod mořem poté, co roztál ledový příkrov, který ji zakrýval. Díky odtání této hmoty ledu, která na něj tlačila, se země trvale zvedá, v současné době rychlostí 8 mm/rok.
Lidé v parku zanechali své stopy, ačkoli se tu pravděpodobně nikdy nevyskytovali ve větším počtu. Při hranici tehdejšího dávného pobřeží jsou stále vidět četné pohřební mohyly z doby bronzové. Později byl les využíván hlavně jako pastvina. Situace se změnila v polovině 19. století, kdy se těžební průmysl rozšířil po celém Švédsku a ovlivnil téměř celý les parku. Tato těžba však skončila koncem století, takže v současném lese už dominují stromy starší 100 let. Les tak dokázal obnovit část svého bohatství předků a stal se domovem důležité fauny a flóry s několika ohroženými druhy, jako je lišejník Usnea longissima, který je symbolem parku. Toto geologické a biologické bohatství vedlo v roce 1984 k vytvoření národního parku, po kterém následovalo v roce 2000 zařazení parku i s celým pobřežím Höga kusten do seznamu světového dědictví UNESCO.
Dnes je park navzdory své vzdálenosti od míst s velkou hustotou obyvatelstva relativně důležitým místem cestovního ruchu s 20 000 návštěvníky ročně. Hlavní atrakcí parku je 40 metrů hluboká trhlina Slåttdalskrevan, k níž se dá snadno dojít četnými turistickými stezkami, včetně dálkové trasy Höga kustenleden, která vede po celém pobřeží Höga kusten.

## Geografie

### Poloha a hranice
Národní park Skuleskogen se nachází na území kommun Örnsköldsvik a Kramfors, obě v kraji Västernorrland, obě v historické švédské provincii Ångermanland. Park leží 27 km jižně od města Örnsköldsvik a 40 km severně od města Kramfors, centrálních obcí obou zmíněných komun. Rozkládá se na ploše 3062 ha, z nichž 282 je na moři, jelikož park leží podél pobřeží Baltského moře.

### Topografie

Mapa parku

Park je součástí území zvaného Höga kusten (Vysoké pobřeží), zóny velmi drsného reliéfu, tvořící terén trhlinových údolí (švédsky sprickdalslandskap): krajina je zahloubená mnoha malými údolími, která vznikla erozí trhlin a poruch v podloží. Höga kusten je obecně definována jako část východního pobřeží Švédska mezi městy Härnösand a Örnsköldsvik. Název tohoto regionu pochází ze skutečnosti, že se jedná o nejvyšší část pobřeží Baltského moře, četné vrcholky vystupující z moře, dosahující nadmořské výšky 200 až 250 metrů. Tento členitý terén se táhne i pod hladinou moře; takže právě v této oblasti najdeme nejhlubší bod Botnického moře, Ulvödjupet, s hloubkou 293 m. Samotný park pokrývá východní část lesa Skule, který se vyznačuje terénem, který tvoří jakousi zeď oddělující sever a jih.

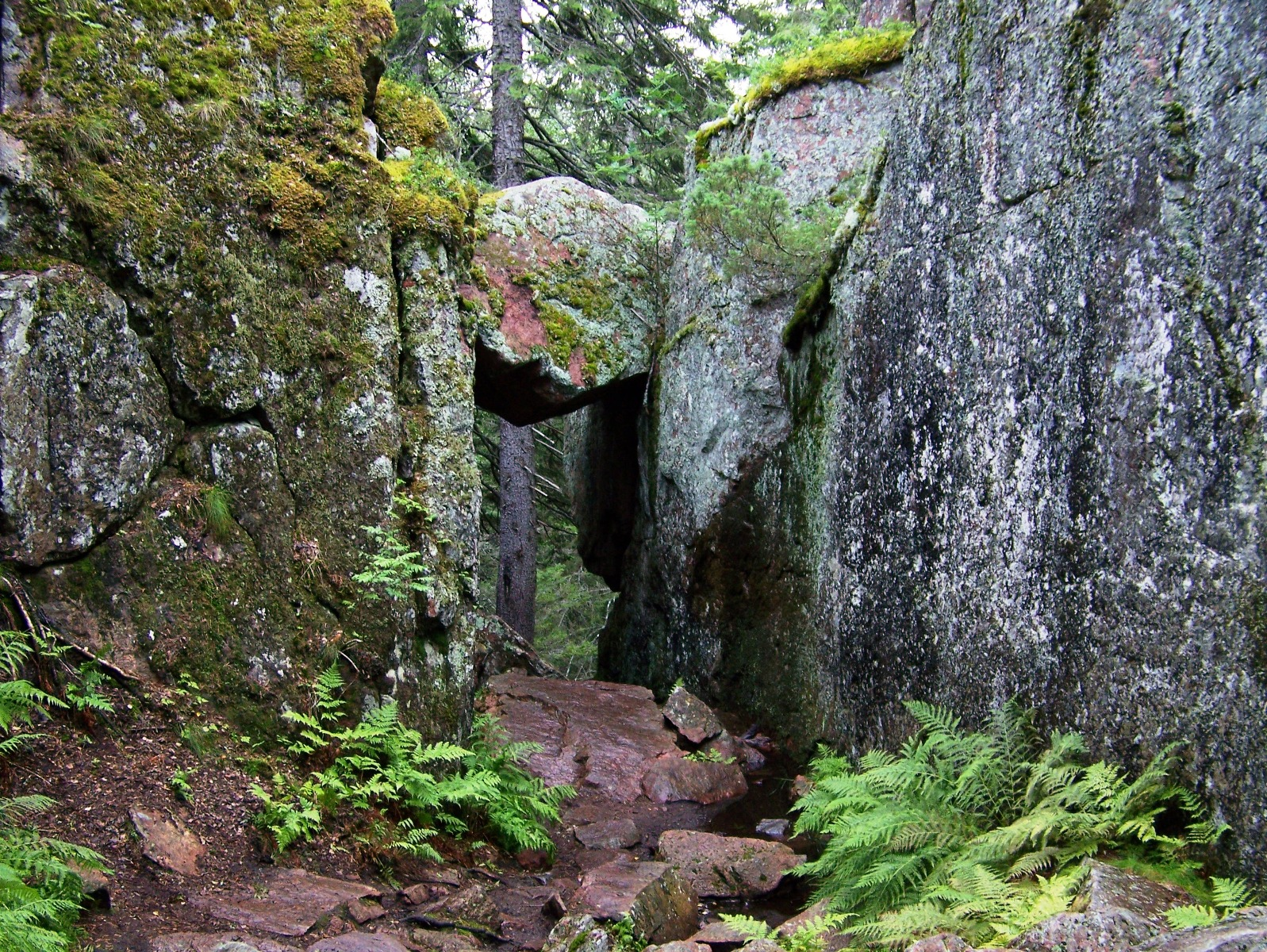
Trollporten ("Trolí" dveře)

Topografii parku charakterizují malá údolí (sprickdal), některé dokonce vypadají jako svislé trhliny, nejpůsobivější je Slåttdalskrevan (40 m hluboká, 200 m dlouhá a 8 metrů široká), významná je také Trollporten („Trolí dveře“), malá trhlina proslulá skalou, která spočívá na vrchu. Dalším charakteristickým prvkem je přítomnost mnoha jeskyní, i když nejslavnější Skulegrottan na hoře Skuleberget již leží za hranicí parku. Nejvyšším bodem parku je Slåttdalsberget s nadmořskou výškou 280 metrů.

### Podnebí
V národním parku je subpolárnímu podnebí (Dfc podle Köppenovy klasifikace). Vliv na moře vysvětluje, proč jsou jeho časná léta chladnější než ve vnitrozemí, ale jeho podzim je naopak mírnější. Topografie způsobuje důležité místní variace. Klima je vlhké s asi 700 mm srážek ročně, z toho více než třetina ve formě sněhu, což vytváří sněhovou pokrývku v průměru 175 dnů. Jaro je nejsušším obdobím a v určitých letech má tato relativní suchost důležité důsledky pro životní prostředí, zejména proto, že tenká půdy špatně udržuje vlhkost. V regionech, které byly nejvíce zasaženy kyselým deštěm, průzkumy naznačily, že se situace zlepšuje, pH srážek se mírně zvyšuje.

### Hydrologie

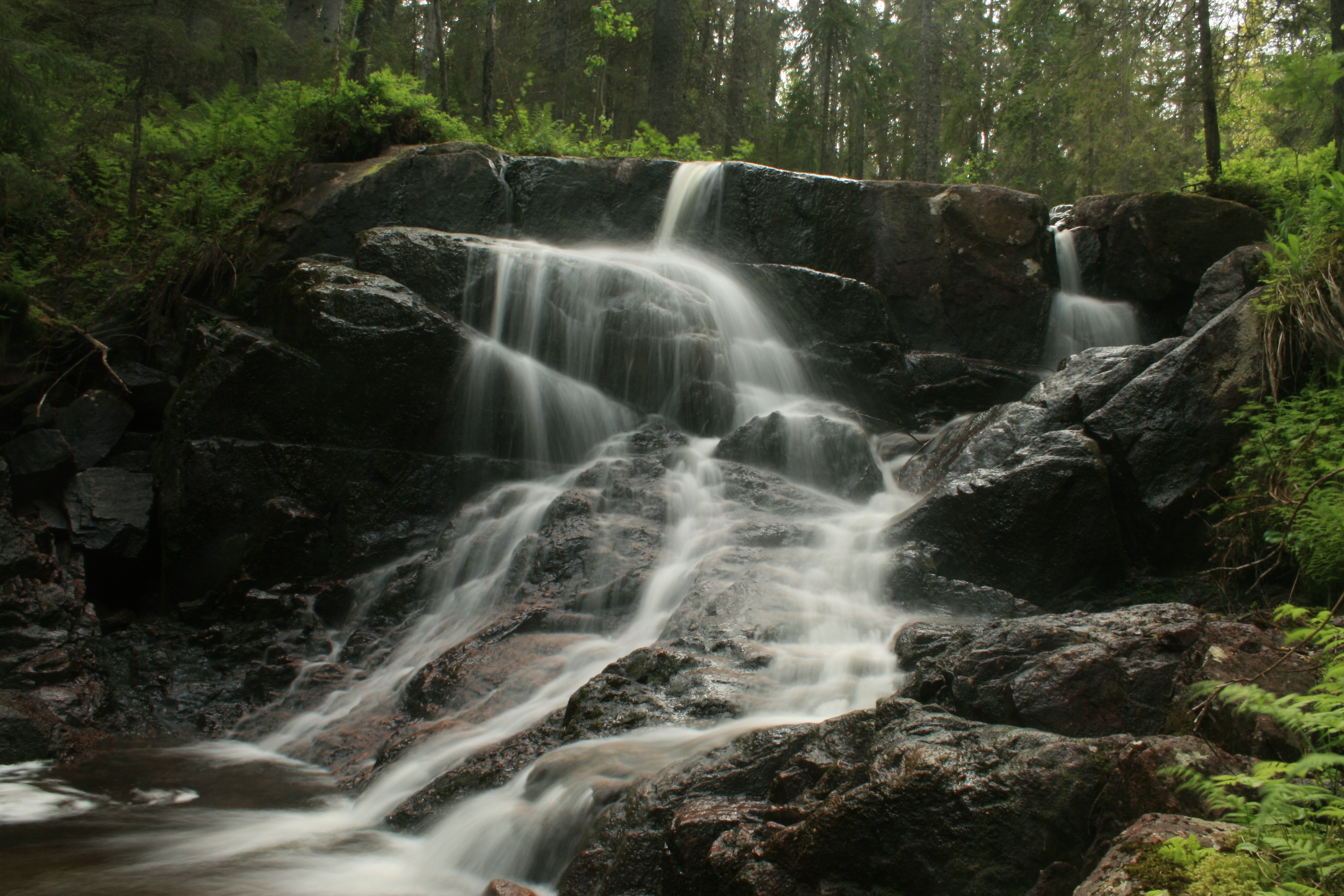
Malý vodopád na potoce Skravelbäcken

Parkem protéká řada potoků, které napájí několik jezer. Hlavní jezera jsou Tärnättvattnen (7,9 ha) a Stocksjön (6,1 ha), které patří do povodí potoků Skravelbäcken a také Långtjärnen (3,9 ha), který patří do povodí Nylandsbäcken. Nezanedbatelná část parku (125 ha) je tvořena slatiništi.

## Geologie

### Skalní podloží

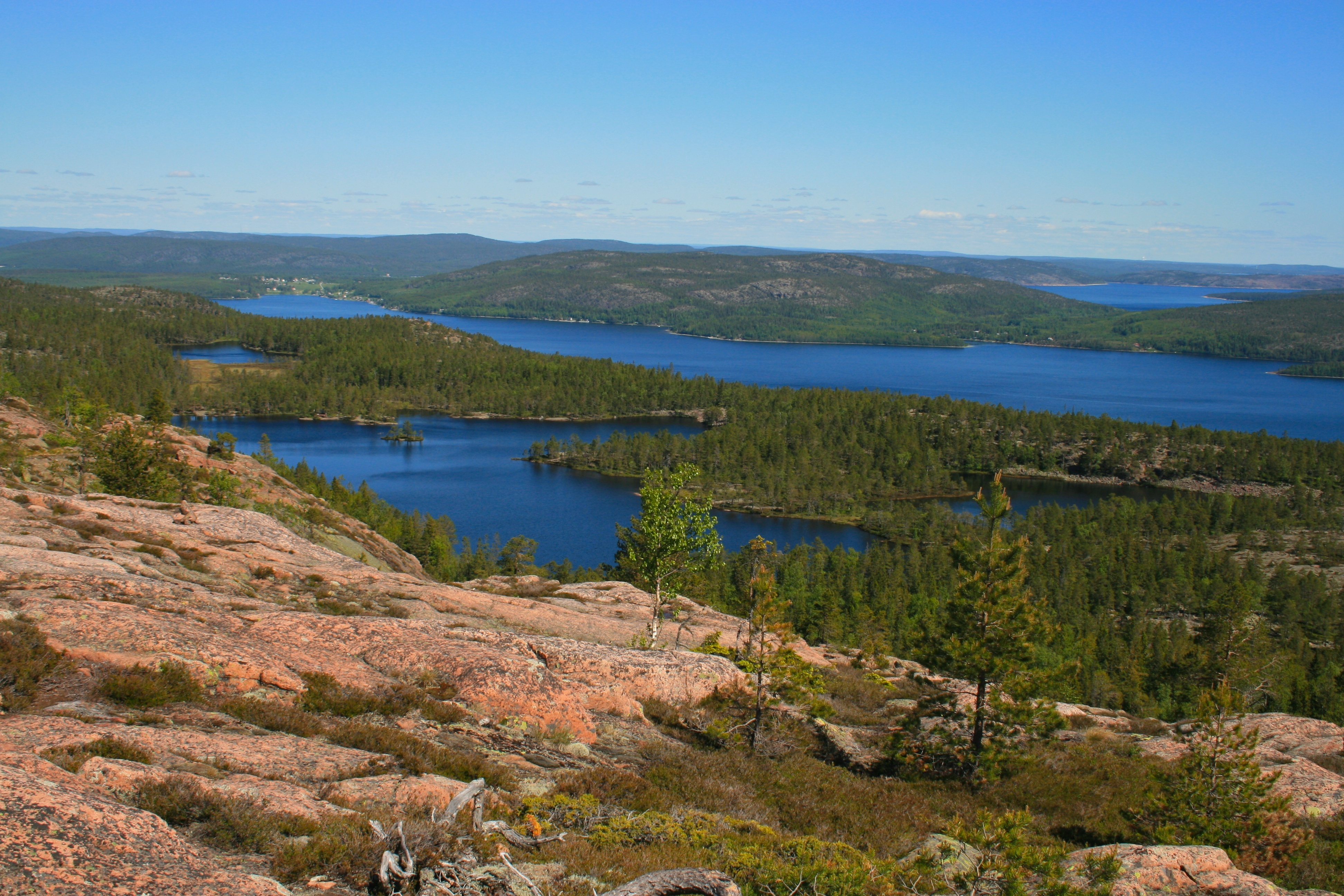
Pohled z Slåttdalsbergetu. V popředí je jasně vidět charakteristická barva žuly Nordingrå.

Hlavní horninou parku je žula Nordingrå, park patří k masivu Nordingrå. Skládá se z žuly typu rapakivi, vytvořené asi před 1,5 miliardou let. Má charakteristickou jasně červenou barvu a snadno eroduje. Na severovýchodě parku se nachází také dolerit, který byl vytvořen před 1,2 miliardou let v poruchách masivu Nordingrå. Žula tvoří substrát velmi chudý na živiny, naopak dolerit tvoří velmi úrodné podloží, který umožňuje bohatší vegetaci.
Národním parkem vede několik zlomů, jako zbytků vysokého pobřeží. Tyto zlomy byly vyplněny ložisky, která mořská eroze někdy později odstranila. Jedním z nejpůsobivějších příkladů tohoto jevu je Slåttdalsskrevan na východní straně parku: průrva 40 metrů hluboká a 200 m dlouhá, je jedním z nejnavštěvovanějších míst parku. Tato trhlina byla zlomem vyplněnou žílou doleritu, který však byl později erodován, zčásti mořem.

### Höga kusten (Vysoké pobřeží)

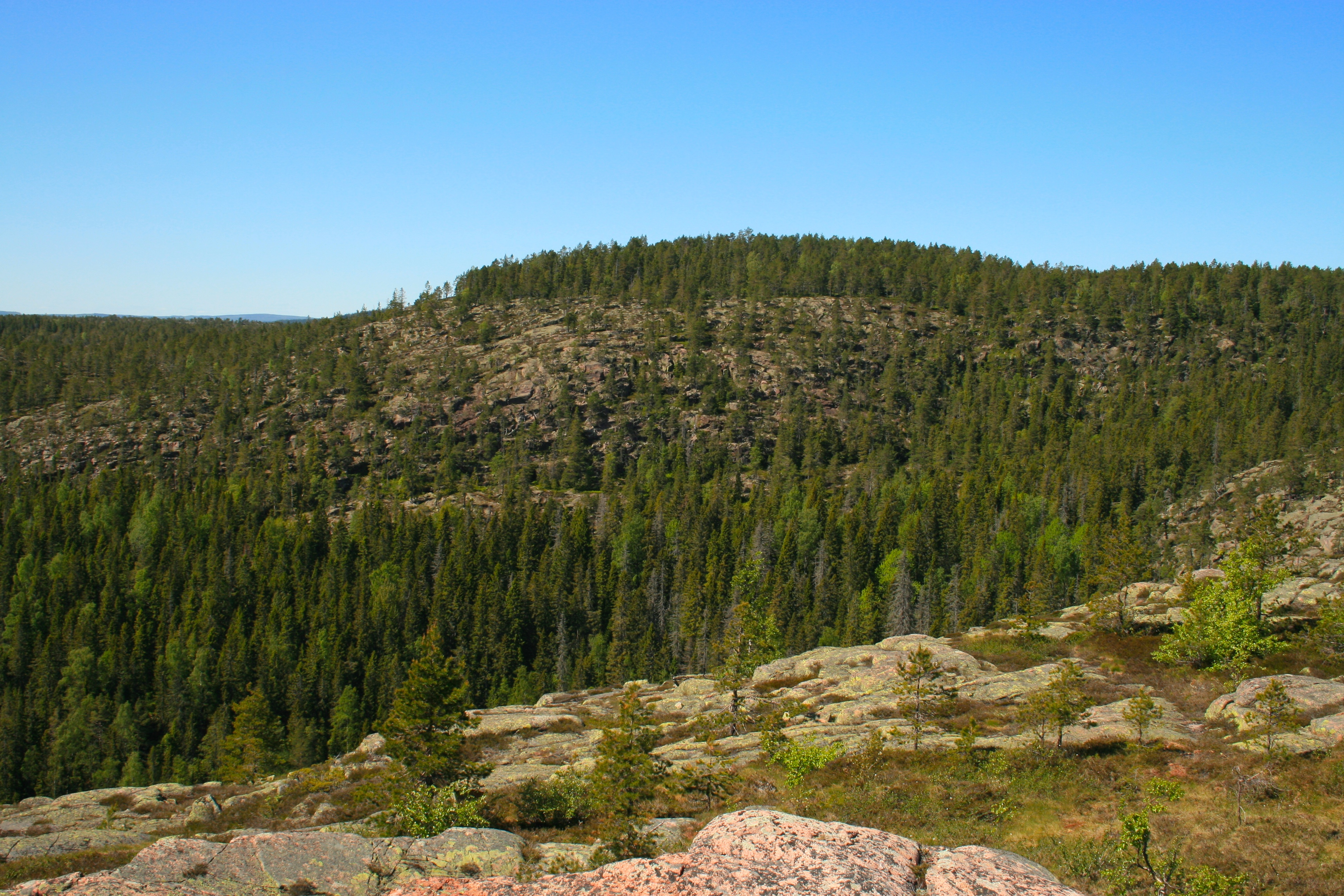
Kalottberg (hora se zalesněným vrcholem) při pohledu od Slåttdalsbergetu, je jeden z projevů postglaciálního vzestupů

Ve vrcholné období poslední doby ledové před 20 000 lety měla ledová pokrývka, která pokrývala celou severní Evropu, své centrum v moři poblíž Höga kusten. Tloušťka ledu dosahovala 3 km, vyvíjející velký tlak na podloží, které bylo tak situováno 800 metrů pod aktuální úrovní Höga kusten. Když led roztál, země se postupně zvedala zpátky, což je fenomén zvaný postglaciální vzestup, rychlostí (v současnosti) 8 mm za rok. Oblast byla zbavena ledu před 9 600 lety. Jak se země vynořila z Ancylového jezera (předchůdce Baltského moře), vlny ovlivnily terén dnešního parku. Pobřeží této éry lze nyní nalézt v nadmořské výšce 285 m, měřeno na Skulebergetu, jihozápadně od národního parku, což představuje absolutní rekord. Vrcholy parku byly v té době ostrovy. Dávné pobřeží je zvláště zviditelněné vegetačními čepičkami, které pokrývají oblasti, které nebyly při ústupu ledovců ponořeny, což vysvětluje název Kalottberg („horská čepice“) dávaná určitým horám regionu a parku. Tyto čepice vegetace se dokázaly vytvořit, protože na těchto místech nebyly morény erodované vlnami, a tak tvořily místa, kde se mohla vegetace zapojit.

Postglaciální vzestup pokračuje dodnes: ostrov Tärnättholmarna, ležící uvnitř parku, se pomalu stal poloostrovem a záliv Salsviken je nyní jezero izolované od moře malým pruhem písku. 

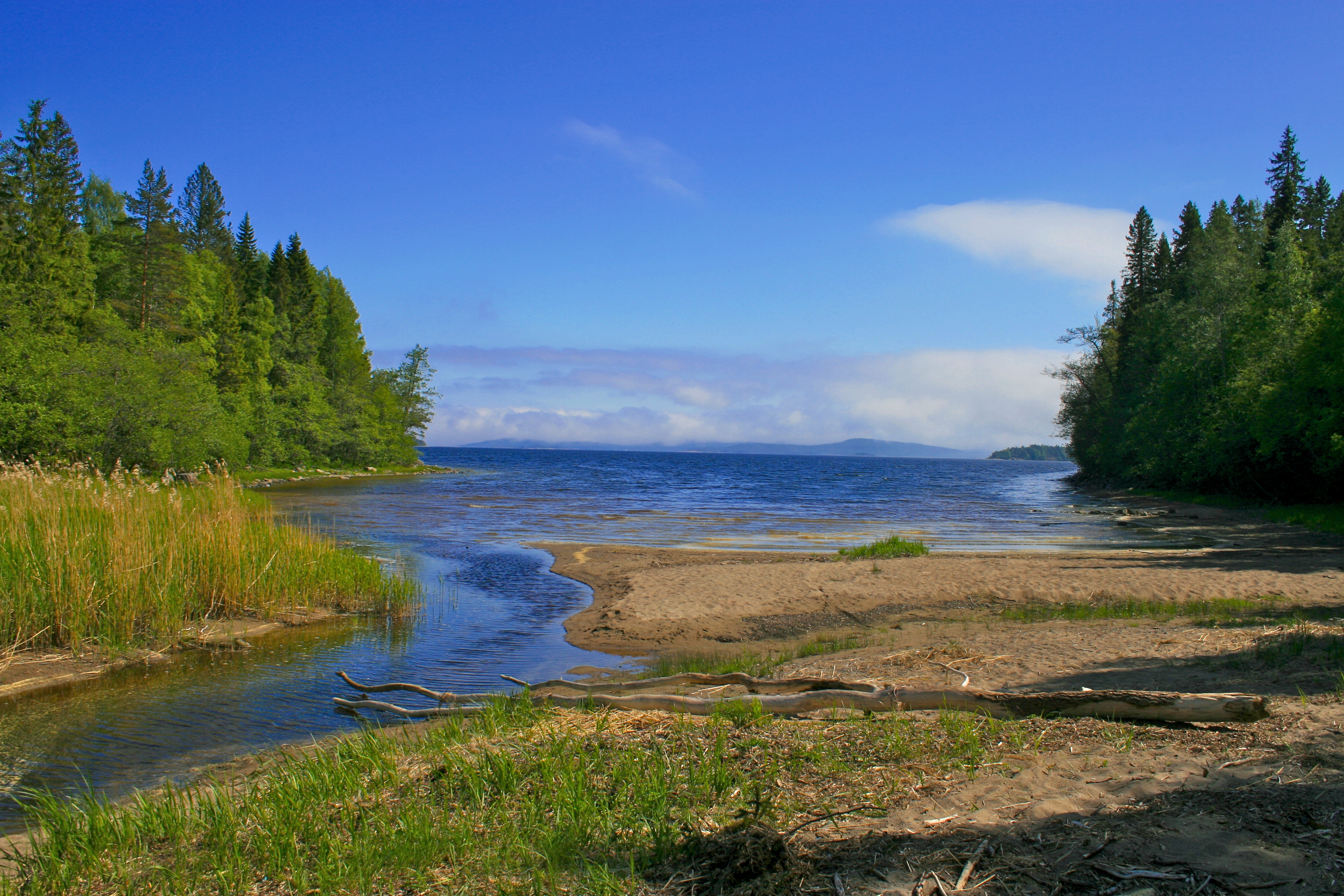
Písečná oblast oddělující záliv Salsviken od moře.
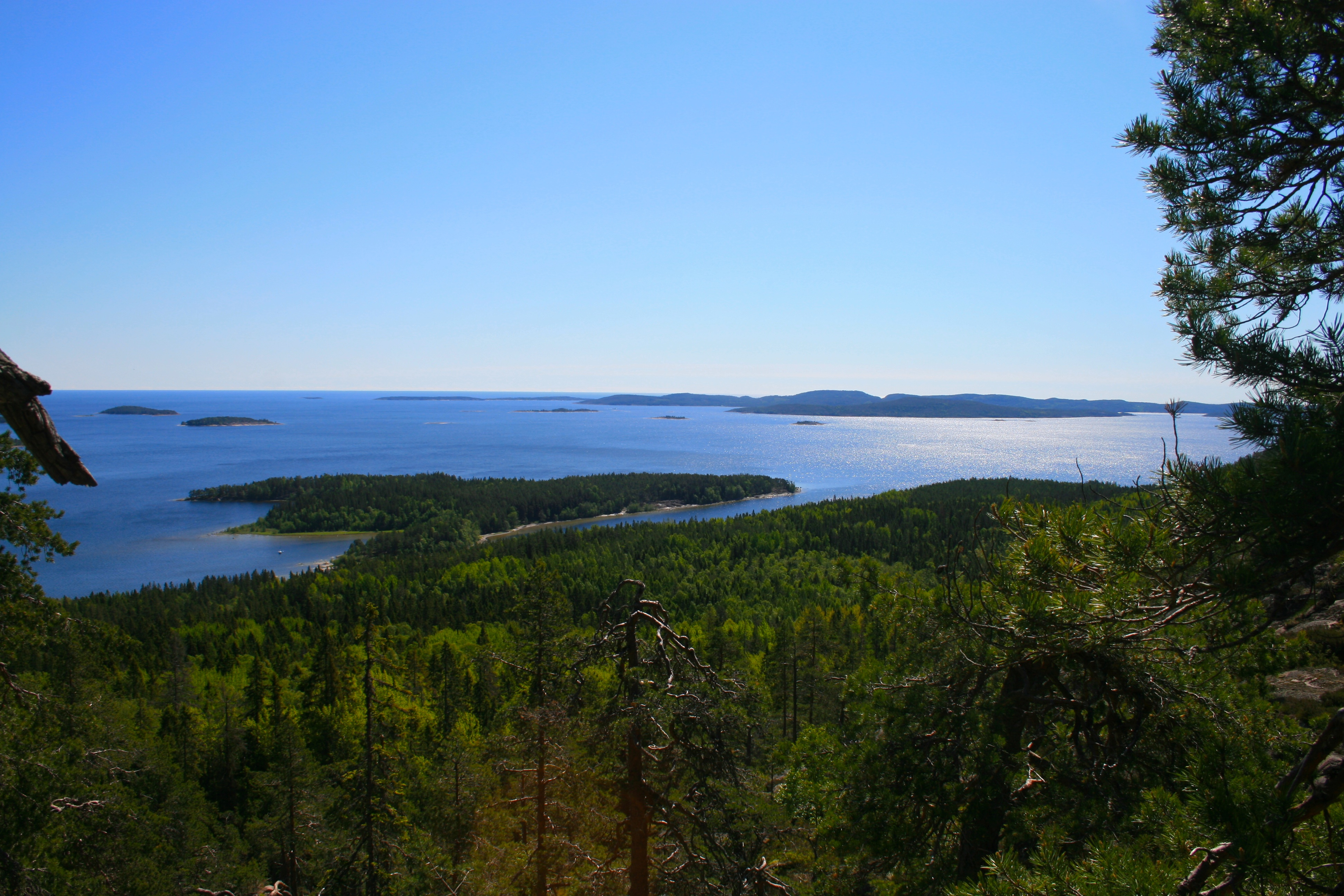
Ostrovy Tärnättholmarny, v pozadí, jsou nyní ve skutečnosti poloostrovy.
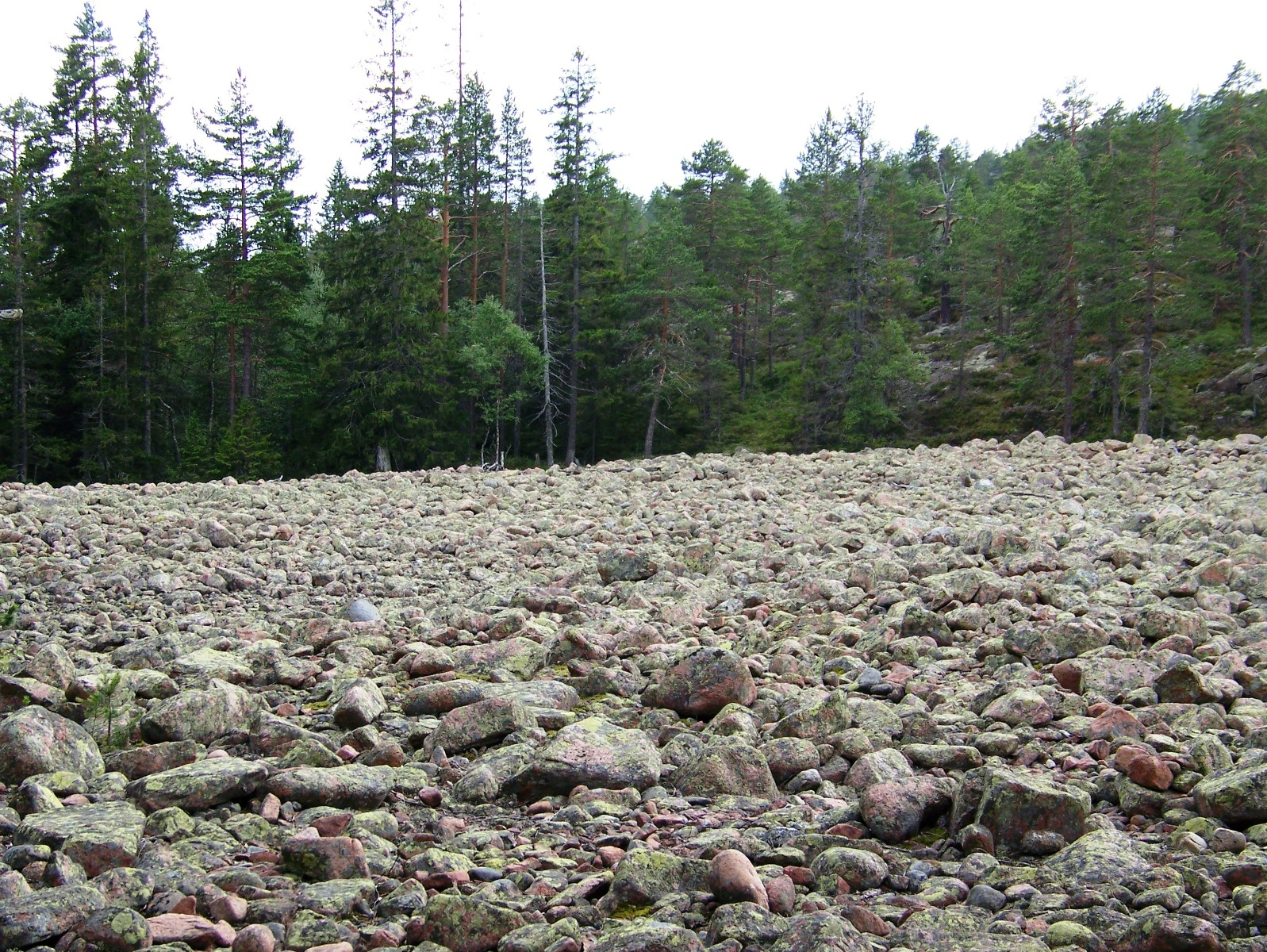
Suť leštěná vlnami, než ho postglaciální zvestup zvedl z vody.

## Životní prostředí

### Fauna

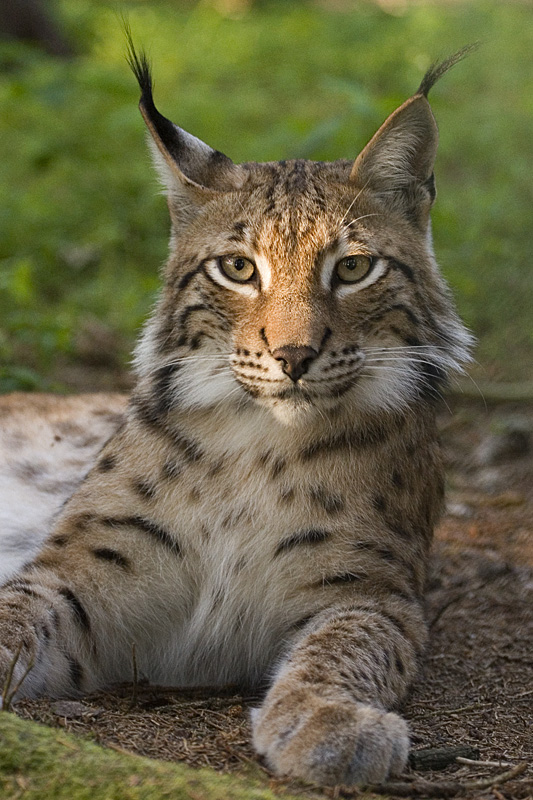
Rys ostrovid

Park je domovem mnoha druhů savců charakteristických pro severní Švédsko, zejména rysa ostrovida (Lynx lynx) a medvěda hnědého (Ursus arctos), které jsou v zemi ohroženy. Kromě těchto dvou druhů je možné najít i lišku obecnou (Vulpes vulpes), jezevce lesního (Meles meles), kunu skalní Martes martes (Martes martes), losa (Alces alces), bobra evropského (Castor fiber), tuleně kuželozubého (Halichoerus grypus) a ondatru pižmovou (Ondatra zibethicus). Žijí tady i drobní savci, jako je veverka obecná (Sciurus vulgaris), norek americký (Neovison vison) a lasice hranostaj (Mustela erminea). Území rysa je mnohem rozsáhlejší než samotný park, což proto nestačí k ochraně těchto zvířat. Populace rysa v širším regionu skutečně klesá, pravděpodobně kvůli fragmentaci stanovišť v důsledku přítomnosti dálkové silnice E4.
Pokud jde o ptáky, mnoho druhů je ve Švédsku také na seznamu ohrožených druhů jako je sojka zlověstná (Perisoreus infaustus), datlík tříprstý (Picoides tridactylus), potáplice malá (Gavia stellata), včelojed lesní (Pernis apivorus), káně rousné (Buteo lagopus), budníček zelený (Phylloscopus trochiloides), lejsek malý (Ficedula parva), ťuhýk obecný (Lanius collurio), ořešník kropenaný (Nucifraga caryocatactes), hýl rudý (Carpodacus erythrinus) a strnad zahradní (Emberiza hortulana). V parku jsou také významné populace žlun šedých (Picus canus), jeřábů popelavých (Grus grus), volavek popelavých (Ardea cinerea), střízlíka obecného (Troglodytes troglodytes), krutihlava obecného (Jynx torquilla) a jeřábka lesního (Tetrastes bonasia).
Říčky a jezera v parku jsou relativně chudé. Jsou domovem hlavně okounů (Perca fluviatilis) a pstruha hnědého (Salmo trutta), potok Skravelbäcken je navíc domovem sivena amerického (Salvelinus fontinalis). V moři žije sleď obecný (Clupea harengus), ale také štika severní (Esox lucius), pstruzi a okouni, jelikož Baltské moře má nízkou slanost.
O hmyzu v parku je málo známo. Jde o nejbohatší místo na výskyt brouků v celé provincii.

### Flóra

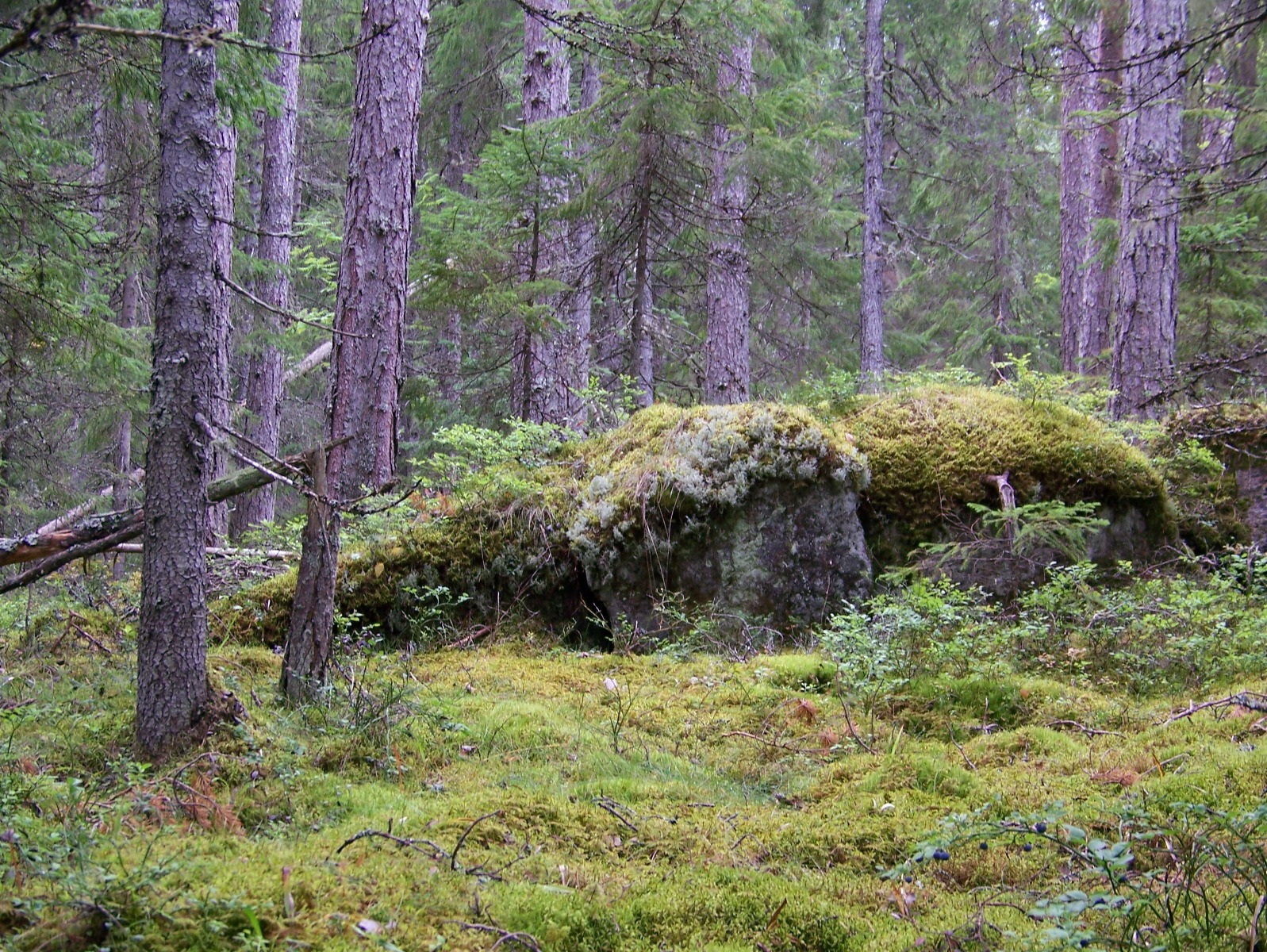
Les v národním parku

Skuleskogen se nachází na severní hranici výskytu několika druhů rostlin. V parku se tak nachází několik druhů listnatých dřevin, jako je lipa malolistá (Tilia cordata), líska obecná (Corylus avellana), kalina obecná (Viburnum opulus) a javor mléč (Acer platanoides). Přítomnost těchto druhů je považována spíše za relikt teplejší éry než za rys současné doby. Jejich přežití bylo umožněno neobvyklými podmínkami, se kterými se setkáváme na úpatí některých hor zvaných Sydväxtberg (doslova „hora jižní vegetace“): orientace skalní stěny ke slunci a vlhkost zadržovaná horou nabízejí příznivé mikroklima, které ve spojení s úrodnou půdou umožňuje přežít rostlinám, kterým se obvykle nedaří na tak vysoké rovnoběžce.
Listnatý les však zabírá pouze 42 ha, což je jen 1,4 % rozlohy parku. Les je tedy tvořen z drtivé většiny jehličnatým lesem, charakteristický pro skandinávský a ruský bioregion tajga. Roste tu hlavně smrk ztepilý (Picea abies), ale na hranici s bezlesím je hlavní druh borovice lesní (Pinus sylvestris). Smrk tu převažuje, protože lesní požáry jsou méně časté než dříve; ve skutečnosti bříza a borovice lesní jsou prvními druhy, které by se po požáru vrátily. Zdá se, že k požárům dříve docházelo přirozeně v průběhu století, ale nebyl tu už dvě stě let, jelikož lidé aktivně bojují proti jejich šíření. Maximální věk stromů v lese je 100 let, ale některé borovice dosáhly věku 500 let, pokud byly zvláště nepřístupné, a tak ušetřené dřevorubci. Během posledních 100 let však les částečně obnovil své bohatství, které charakterizují různověké stromy.

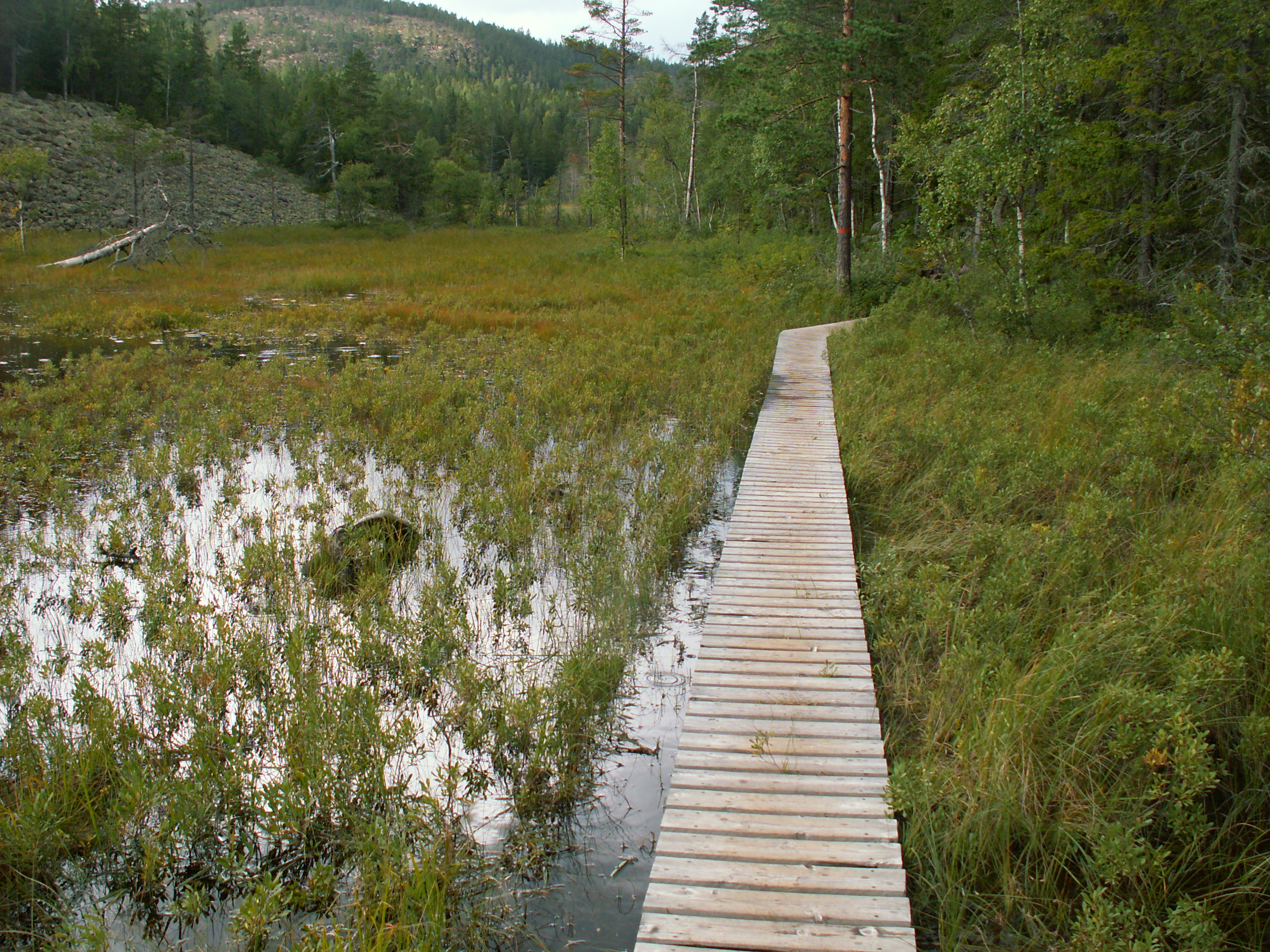
Mokřad v parku

V jehličnatých lesích roste několik druhů keřů a květin, z nichž nejčastější jsou brusnice borůvka (Vaccinium myrtillus), brusnice brusinka (Vaccinium vitis-idaea), černýš lesní (Melampyrum sylvaticum) a zlatobýl obecný (Solidago virgaurea). V bohatší půdě roste jaterník podléška (Hepatica nobilis), mléčivec alpský (Cicerbita alpina), mléčka zední (Mycelis muralis), stejně jako několik druhů kapradin, jako je kapraď samec (Dryopteris filix-mas) a papratka samičí (Athyrium filix-femina).
Velká část parku (36 %) je tvořena holými skalami, které jsou špatným substrátem pro vegetaci. Hlavními stromy jsou zakrslé borovice, které nebyly postiženy těžbou dřeva a které tak mohou být až 500 let staré. Kromě těchto malých stromů je vegetace téměř zcela keřovité povahy, s vřesem obecným (Calluna vulgaris), jalovcem obecným (Juniperus communis) nebo medvědicí lékařskou (Arctostaphylos uva-ursi). Tyto oblasti jsou také domovem velkého počtu druhů mechů a lišejníků.
Mnoho mechů a lišejníků v parku je ve Švédsku považováno za ohrožené, zejména Dolichousnea longissima, která je nyní symbolem parku.

## Cestovní ruch

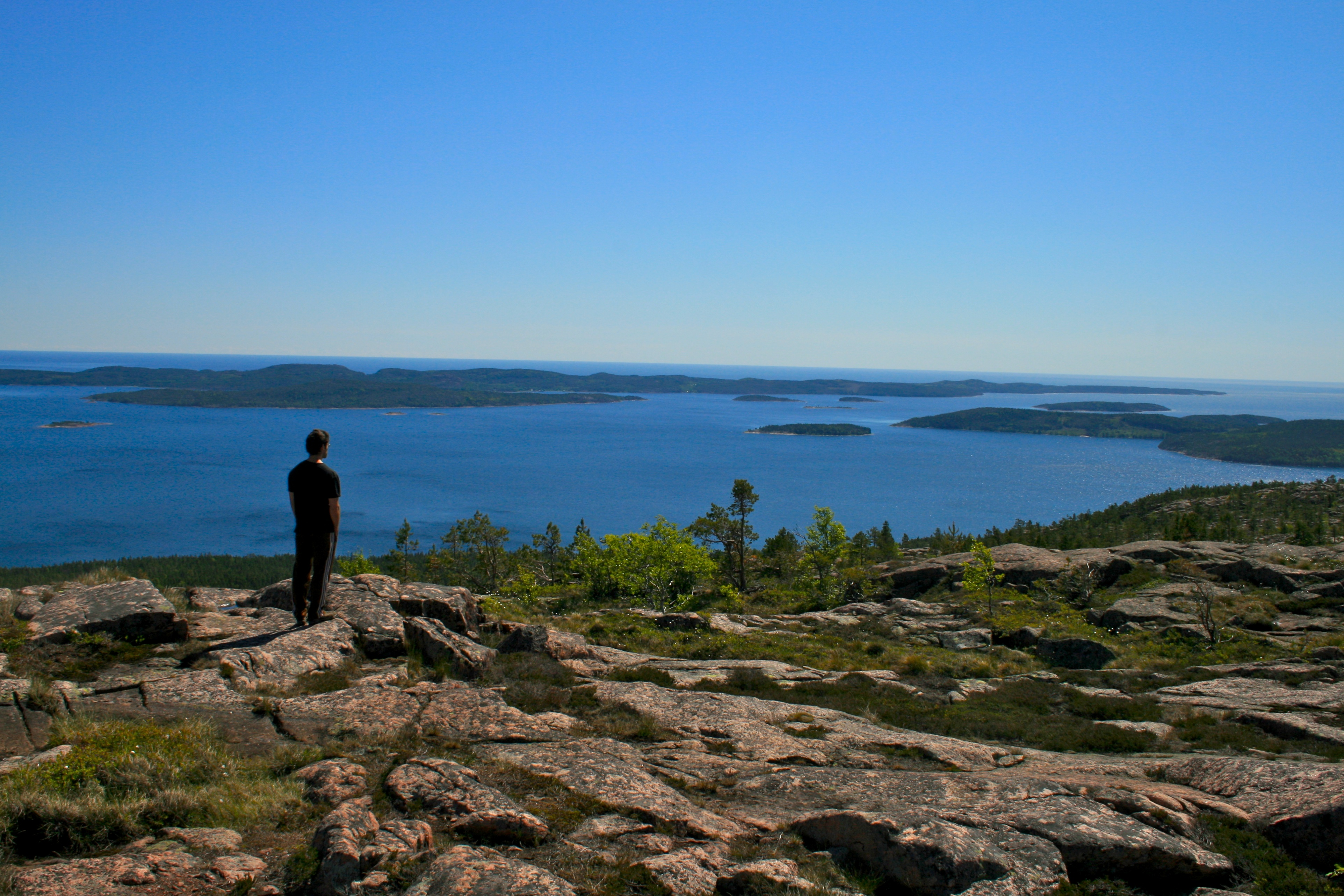
Pohled na souostroví z vrcholu Slåttdalsberget

Park je velmi dobře přístupný a jeho umístění v centru Höga kusten, místa zapsaného v seznamu světového dědictví, láká 20 000 návštěvníků ročně,, což je poměrně hodně, vzhledem k jeho umístění na severu země, v Norrlandu.
Park má tři vstupy, ze severu, jihu a západu, severní vstup je hlavní. Tyto tři vstupy se nacházejí v blízkosti evropské silnice E4, která je hlavní silnicí v severním Švédsku a která prochází celou zemí od jihu k severu. V blízkosti těchto vstupů jsou parkoviště a informační panely o parku. V parku je možné strávit noc v jedné z pěti chat (Norrsvedjebodarna, Tärnettvattnen, Tärnettholmarna, Tärnettsundet a Näskebodarna), což byly před založením parku soukromé domy. Je také možné kempovat na vyhrazených místech, vesměs v okolí výše zmíněných chat.
Parkem prochází mnoho turistických stezek, převážně jeho východní třetinou. Parkem od severu k jihu v délce 8,7 km prochází dálková turistická trasa Höga kustenleden (Stezka vysokým pobřežím). Tato stezka se dá využít pro pěší přístup do parku z vesnic Docksta a Bjästa, které jsou samy dostupné veřejnou dopravou. Kromě pěší turistiky je možné v parku v zimě lyžovat; jeho topologie dokonce umožňuje sjezdové lyžování. Je také možné jet na kajaku podél pobřeží a plavat, zejména na písečných plážích jezera Tärnättholmarna nebo v laguně Salsviken v severní části, kde voda může dosáhnout vyšších teplot. Na stezce podél pobřeží je povolena jízda na kole.

Nejnavštěvovanějším místem v parku je pravděpodobně soutěska Slåttdalsskrevan, ale také populární jsou výhledy na souostroví z nedalekého vrcholu Slåttdalsberget, stejně jako pohřební mohyly z doby bronzové. 

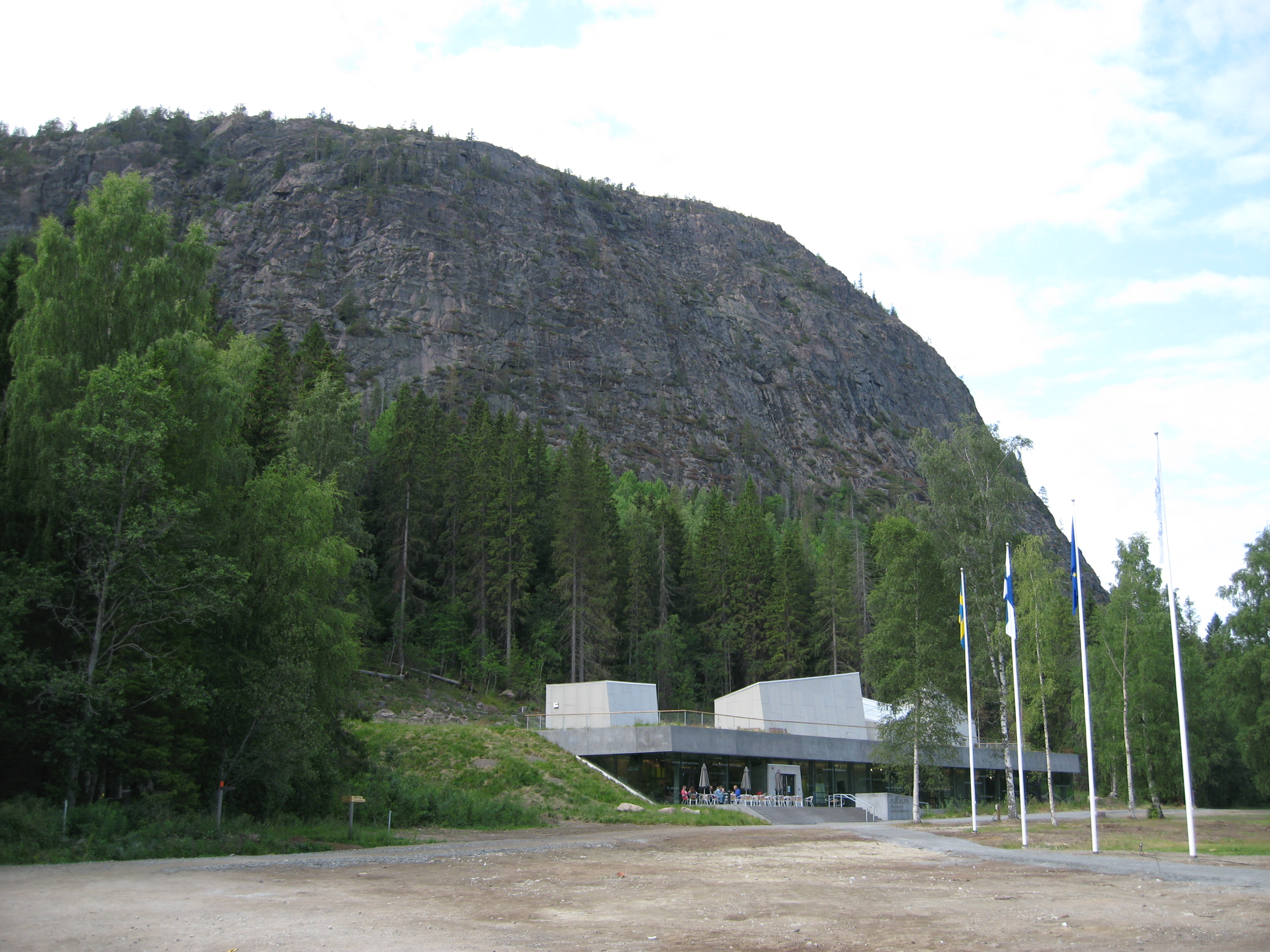
V návštěvnickém centrum Naturum Höga kusten jsou umístěny stálé exponáty o vysokém pobřeží.
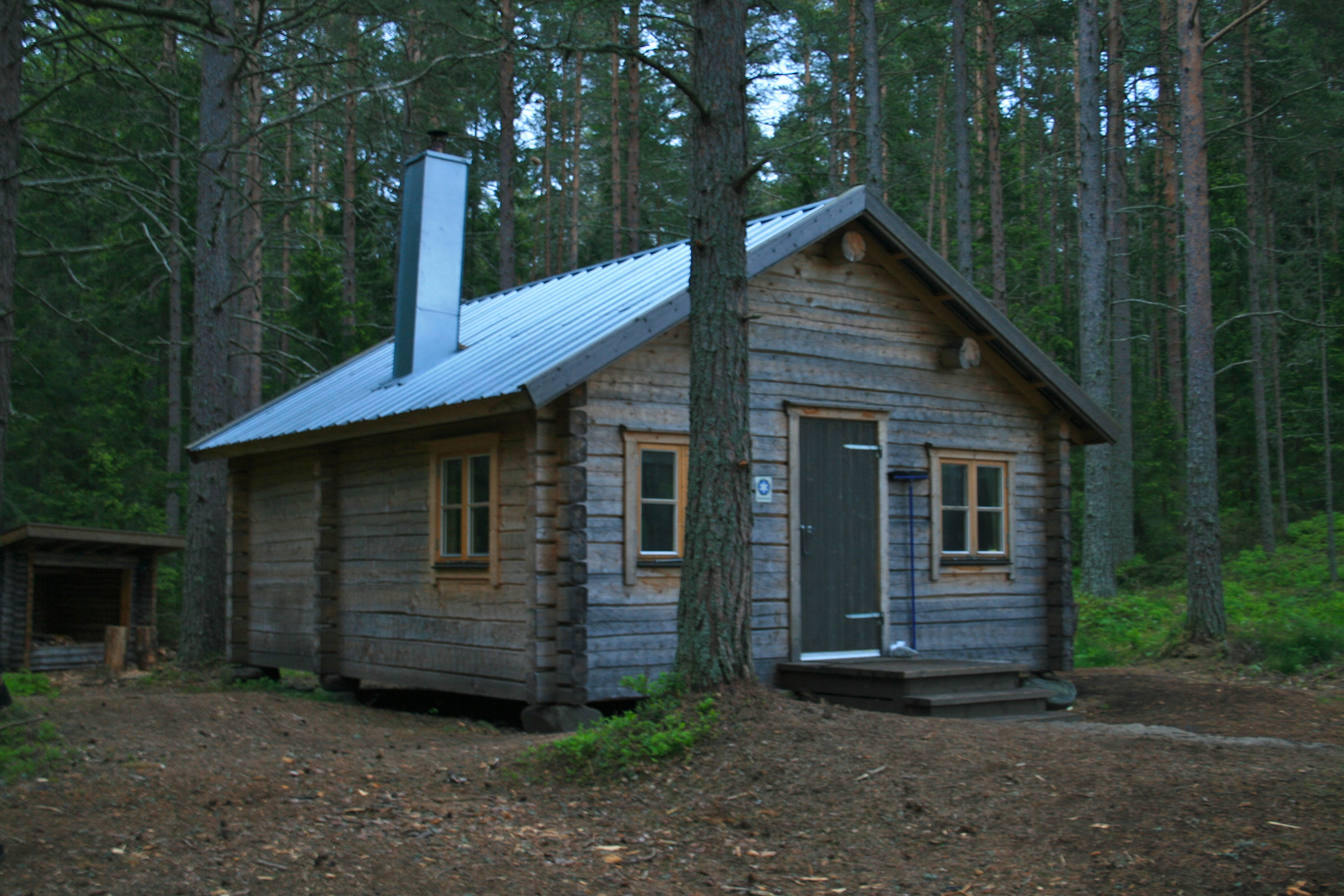
Chatka Tärnättholmarna.
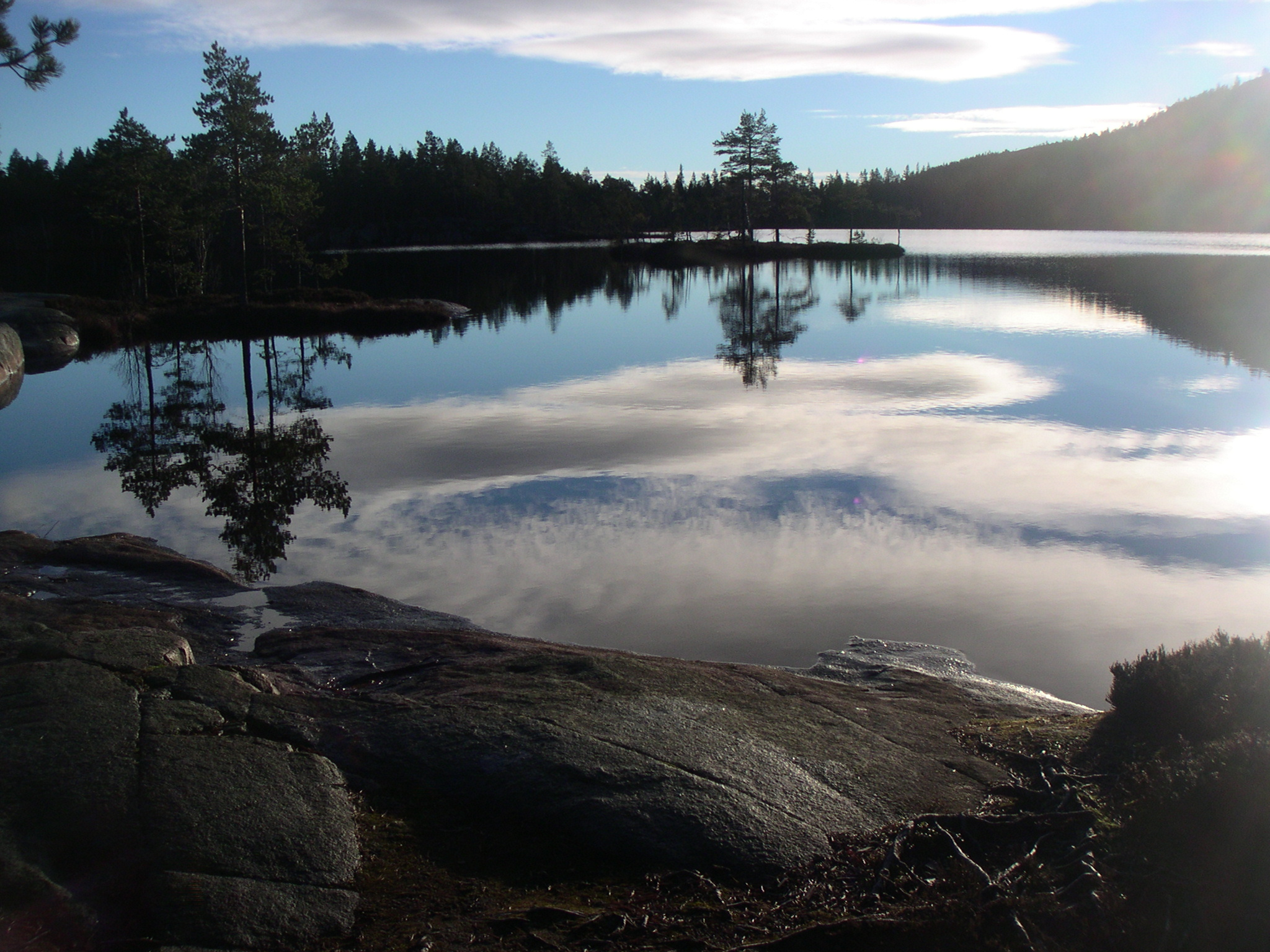
Jezero Tärnetvattnen